# Sezai Temelli

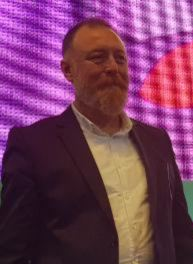
Sezai Temelli (2018)

Sezai Temelli (* 15. Juli 1963 in Istanbul) ist ein türkischer Politiker und Mitbegründer der Halkların Demokratik Partisi (HDP).

## Leben
Temelli studierte Finanzwissenschaften an der wirtschaftswissenschaftlichen Fakultät der Universität Istanbul. Er promovierte an derselben Fakultät, arbeitete als Dozent im Fachbereich öffentliche Verwaltung, Finanzen und Politik und wurde im Rahmen der Ausnahmeverwaltung nach dem Putschversuch 2016 entlassen. Temelli war seit der 25. Legislaturperiode Abgeordneter in der Großen Nationalversammlung der Türkei. Bei den Wahlen im November 2015 wurde er nicht gewählt. Temelli ist seit 11. Februar 2018 gemeinsam mit Pervin Buldan Co-Vorsitzender der Halkların Demokratik Partisi. Im Mai 2018 wurde Temellis  Pass beschlagnahmt. Temelli fordert die Freilassung von  Selahattin Demirtaş und anderer inhaftierter HDP-Politiker aus der Haft.
Temelli ist verheiratet und Vater eines Kindes.